# Earl Palmer
Earl Cyril Palmer (25 de octubre de 1924 - 19 de septiembre de 2008) fue un batería estadounidense de Rock and roll y Rhythm and blues. En 2000 fue incluido en el Salón de la Fama del Rock and Roll.
Palmer participó en numerosas grabaciones, incluyendo muchos de los principales éxitos de Little Richard así como de otras grandes figuras del rock and roll. Se ha dicho de él que "su lista de grabaciones puede leerse como un quien es quien de la música popular norteamericana de los últimos 60 años."

## Biografía
Nacido en Nueva Orleans, en el seno de una familia de artistas, creció en el distrito de Tremé y comenzó su carrera artística con tan solo cinco años como bailarín de claqué acompañando a su madre y a su tía de gira por todo Estados Unidos con la compañía de Ida Cox. Se cree que su padre fue el pianista y director de orquesta Walter "Fats" Pichon. Con doce años ya encabezaba el cartel del Rhythm Club de Nueva Orleans junto a Alvin Howey. 
Palmer sirvió en el ejército de los Estados Unidos durante la Segunda Guerra Mundial. Su biógrafo escribió: La mayoría de los reclutas negros fueron asignados a tropas de servicio no combatientes: pandillas de trabajo uniformados. "No querían que los negros llevaran armas", dice Earl; en su lugar llevaban palas y cubos de basura. El trabajo de Earl, cargar y manejar municiones, era relativamente técnico, pero su deber era claro: servir a los soldados de infantería blancos.
Tras finalizar la guerra, Palmer estudió piano y percusión en la Gruenwald School of Music de Nueva Orleans, donde además aprendió a leer música. Comenzó a tocar la batería en la orquesta de Dave Bartholomew a finales de los años 40. Palmer se dio a conocer como músico de sesión en Nueva Orleans donde acompañó a artistas como Fats Domino en temas como "The Fat Man" y "I'm Walkin" entre muchos otros. Aparece acreditado también en temas como "Tipitina" de Professor Longhair, "Tutti Frutti" de Little Richard, "Lawdy Miss Clawdy" de Lloyd Price o "I Hear You Knockin'" de Smiley Lewis.
En 1957 se trasladó a Hollywood, inicialmente para trabajar en Aladdin Records. Pronto comenzó a colaborar con the Wrecking Crew, un prolífico y selecto grupo de músicos de sesión con los que grabó numerosos éxitos musicales entre 1962 y 1968. Sólo en 1967 se estima que Palmer participó en 450 grabaciones. Durante más de 30 años grabó innumerables temas para el cine y la televisión. Trabajó para artistas como Frank Sinatra, Phil Spector, Ricky Nelson, Bobby Vee, Ray Charles, Sam Cooke, Eddie Cochran, Ritchie Valens, Bobby Day, Don and Dewey, Jan and Dean, the Beach Boys, Larry Williams, Gene McDaniels, Bobby Darin, Neil Young, the Pets, The Byrds y B. Bumble and the Stingers. También participó en sesiones de jazz junto a David Axelrod, Dizzy Gillespie, Earl Bostic, Onzy Matthews y Count Basie, e incursionó en el blues junto a B. B. King. Durante los años 70 y 80 colaboró con artistas como Randy Newman, Tom Waits, Bonnie Raitt, Tim Buckley, Little Feat y Elvis Costello.
En 1982, Palmer fue elegido tesorero de la American Federation of Musicians. Fue reelegido en 1990. En 1999 se publicó Backbeat: Earl Palmer's Story, biografía escrita por Tony Scherman. En sus últimos años formó parte de un trío de jazz en Los Ángeles. Falleció en septiembre de 2008, en Banning, California, tras una larga enfermedad. 

## Reconocimientos
En 2000, Palmer fue uno de los primeros músicos de sesión incluidos en el Salón de la Fama del Rock and Roll.

## Discografía

### Como líder
- Drumsville (Liberty Records, 1961)
- Percolator Twist (Liberty Records, 1962)

### Como acompañante
Álbumes
- Here's Little Richard - Little Richard (1957)
- Swinging Flute in Hi-Fi - The Strollers (1958)
- The Fabulous Little Richard - Little Richard (1959)
- At the Cinema! - Buddy Collette's Swinging Shepherds (Mercury, 1959)
- This Must Be the Plas - Plas Johnson (Capitol, 1959)
- Julie...At Home - Julie London (1960)
- Sinatra and Swingin' Brass - Frank Sinatra (1962)
- Twistin' And Twangin' - Duane Eddy (1962)
- Color Him Funky - Howard Roberts (1963)
- H.R. is a Dirty Guitar Player - Howard Roberts (1963)
- The Astounding 12-String Guitar of Glen Campbell - Glen Campbell (1964)
- Mr. Eliminator - Dick Dale (1964)
- The Beach Boys Today! - The Beach Boys (1965)
- Gil Fuller & the Monterey Jazz Festival Orchestra featuring Dizzy Gillespie - Gil Fuller (Pacific Jazz, 1965)
- Latin In The Horn - Al Hirt & Lalo Schifrin (1966)
- Music from Mission: Impossible - Lalo Schifrin (Dot, 1967)
- There's a Whole Lalo Schifrin Goin' On - Lalo Schifrin (Dot, 1968)
- Accent on Africa - Cannonball Adderley (1968)
- The Birds, The Bees & The Monkees - The Monkees (1968)
- Head - The Monkees (1968)
- Song of Innocence - David Axelrod (1968)
- Songs of Experience - David Axelrod (1969)
- The Natch'l Blues - Taj Mahal (1969)
- U.F.O. - Jim Sullivan (1969)
- Memphis Jackson - Milt Jackson (Impulse!, 1969)
- People Like Us - The Mamas & the Papas (1971)
- David Clayton-Thomas - David Clayton-Thomas (1972)
- Look at the Fool - Tim Buckley (1974)
- Sweet Harmony - Maria Muldaur (1976)
- Strange Ladies - David Axelrod (1977)
- Ins and Outs - Lalo Schifrin (Palo Alto, 1982)
- King of America - Elvis Costello (1986)
- The Ultimate School of Rock & Roll - Gene Summers (1997)
- In 3-Dimensions - Deke Dickerson (2003)
- Seasons in the Sun (Unreleased) - The Beach Boys

Sencillos
- "The Fat Man" - Fats Domino (1949)
- "Messy Bessy" - Dave Bartholomew (1949)
- "Lawdy Miss Clawdy" - Lloyd Price (1952)
- "I'm Gone" - Shirley and Lee  (1952)
- "Doin' The Hambone" b/w Thinkin' 'Bout My Baby - James Booker (1954)
- "In the Night" - Professor Longhair  (1954)
- "I Hear You Knockin" - Smiley Lewis (1955)
- Blue Monday - Fats Domino (1955)
- The Girl Can't Help It,   Rip It Up,   Long Tall Sally,   Slippin' and Slidin',   Ready Teddy - Little Richard (1956)
- Chicken Shack Boogie - Amos Milburn (1956)
- "Ooh-Wee-Baby" - Art Neville (1956)
- Let the Good Times Roll - Shirley and Lee  (1956)
- Red Hot - Bob Luman  (1957)
- You Send Me - Sam Cooke  (1957)
- I'm Walkin' - Fats Domino  (1957)
- "I'm Leaving It Up to You" - Don and Dewey  (1957)
- Little Bitty Pretty One - Bobby Day and Thurston Harris  (1957)
- "Busy, Busy", "My Heaven" - Dan Bowden (1958)
- Donna - Ritchie Valens (1958)
- Summertime Blues- Eddie Cochran  (1958)
- "Slow Down", "Dizzy Miss Lizzy", "Bony Moronie" - Larry Williams (1958)
- "Polly Molly", "Forever And A Day" - 5 Masks (1958)
- "Patricia Darling", "Whatta You Do" - Ray Willis (1958)
- Nervous, Gotta Lotta That, Twixteen, "Crazy Cat Corner", Gene Summers (1958)
- Rockin' Robin - Bobby Day (1958)
- Willie and the Hand Jive - Johnny Otis (1958)
- La Bamba - Ritchie Valens (1959)
- Walking to New Orleans - Fats Domino (1960)
- "Percolator Twist" - Billy Joe And The Checkmates (1961)
- The Lonely Bull - Herb Alpert (1962)
- "High Flyin' Bird" - Judy Henske (1963)
- "Please Let Me Love You" - The Beefeaters (who later became the Byrds) (1964)
- The Little Old Lady from Pasadena, Dead Man's Curve - Jan and Dean (1964)
- You've Lost That Lovin' Feelin' - The Righteous Brothers (1964)
- Please Let Me Wonder - The Beach Boys (1965)
- Hold Me, Thrill Me, Kiss Me - Mel Carter (1965)
- River Deep - Mountain High - Ike & Tina Turner - (1966)
- I'll Be Back Up On My Feet, "We Were Made for Each Other",  "Magnolia Simms"  - The Monkees (1968)
- "The Old Laughing Lady", "I've Loved Her So Long"  - Neil Young (1969)
- "She Gets Me Where I Live", "God Sheds His Grace on Thee"  - Al Kooper (1970)
- "Whistlin' Past the Graveyard", "Sweet Little Bullet From a Pretty Blue Gun"  - Tom Waits - (1978)

### Bandas sonoras
Palmer intervino como músico de sesión en numerosas bandas sonoras, incluidas:
- Judgment at Nuremberg (1961), con música compuesta por Ernest Gold
- Hud (1963), música compuesta por Elmer Bernstein
- El mundo está loco, loco, loco (1963), música compuesta por Ernest Gold
- Baby the Rain Must Fall (1964), con música de Elmer Bernstein
- Ride the Wild Surf (1964), con música de Stu Phillips
- Cuatro gángsters de Chicago (1964), con música de Nelson Riddle
- Boeing Boeing (1965), con música de Neal Hefti
- Harlow (1965), con música de Neal Hefti
- How to Stuff a Wild Bikini (1965), con música de Les Baxter
- A Patch of Blue (1965), con música de Jerry Goldsmith
- Pretty Polly (1967), con música de Michel Legrand
- La leyenda del indomable (1967), con música compuesta por Lalo Schifrin
- In the Heat of the Night (1967), con música de Quincy Jones
- Sentencia para un dandy (1968), con música de Quincy Jones